# Folarskardnuten
Der Folarskardnuten ist ein 1933 moh. (Südgipfel) hoher Berg in Norwegen. Er liegt in der Provinz Buskerud und gehört zur Gemeinde Hol. Der Südgipfel stellt den  höchsten Berg im Hallingskarvet-Massiv, dem Hallingskarvet-Nationalpark und in der ehemaligen Provinz Buskerud dar. Er gilt zudem als der höchste Berg Norwegens, südlich des Jotunheimen-Gebirges.

## Beschreibung

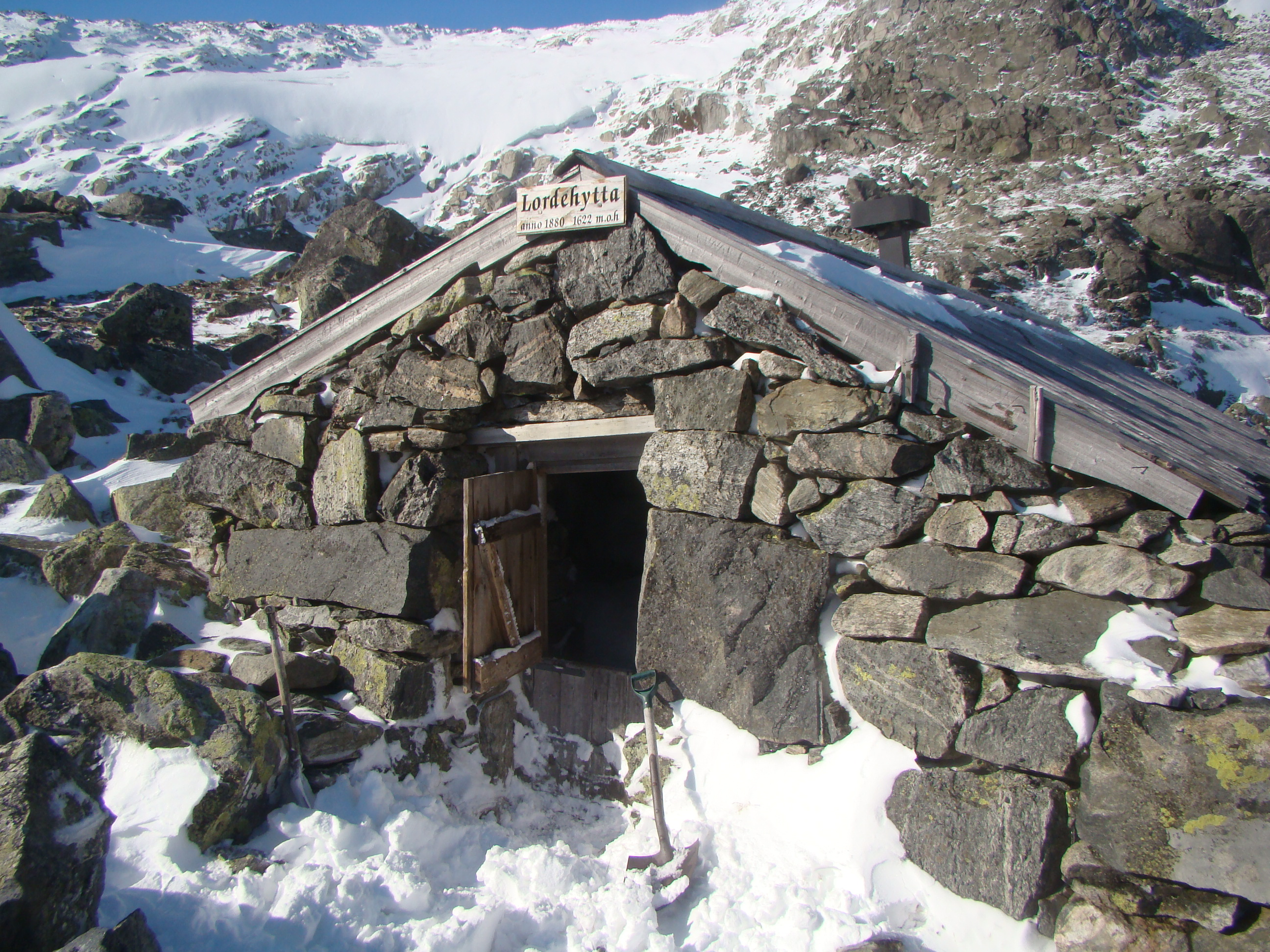
Die Lordehytta im Winter

Der Folarskardnuten verfügt neben dem 1933 moh. hohen Südgipfel noch über einen zweiten, 1930 moh. hohen Nordgipfel, den Nordøstre Folarskardnuten. Die Schartenhöhe des Südgipfel beträgt 917 m. - 955 m. Die Dominanz zum nächsthöheren Berg, dem Hjelledalstind, beträgt 86,4 km. Zwischen dem Nord- und Südgipfel beträgt die Schartenhöhe 20 m.
Beide Gipfel gestalten sich flach und Plateauartig und fallen im Süden und Südosten mehrere hundert Meter steil ab.

## Erschließung
Auf den Gipfel führen zwei Wanderwege. Einer aus nördlicher Richtung aus, vom Ufer des Strandavatnet durch das Raggsteindalen, der in 7–8 Stunden zurückgelegt werden kann und einer aus südlicher Richtung, von Haugastøl aus. Die Strecken sind jeweils einfach 9–11 km lang.
Am Folarsskardpass, wenige hundert Meter östlich des Gipfels steht die steinerne Lordehytta-Schutzhütte, die um 1880 von Charles John Spencer George Canning, III. Baron von Garvagh erbaut wurde.